# Average Revenue per User
Average Revenue per User (ARPU), deutsch „durchschnittlicher Erlös pro Kunde“, wird vorwiegend in der Mobilfunkbranche verwendet, um so den Erlös, den ein Kunde in einem bestimmten Zeitraum (meist pro Monat, Quartal oder Jahr) erzeugt, zu beschreiben.
Üblicherweise erbringen Kunden mit Laufzeitvertrag einen höheren ARPU als Kunden mit Prepaid-Karte. Am Anfang der Markterschließung kann ein Mobilfunkanbieter aufgrund des Snobeffektes und der erreichten Zielgruppe einen sehr hohen ARPU erreichen. Muss der Anbieter mit dem Ziel der Markterschließung auch andere Kundengruppen, etwa mit geringerer Kaufkraft, akquirieren, hat dies ein Absinken des ARPU zur Folge.
2019 lag der monatliche ARPU im Mobilfunk-Bereich in Deutschland bei durchschnittlich 14,61 Euro (Vorjahr 14,31 Euro).